# Puchar Ameryki Południowej w narciarstwie alpejskim 2021
Sezon 2021 Pucharu Ameryki Południowej w narciarstwie alpejskim miał rozpocząć się 7 sierpnia w argentyńskim Chapelco. Ostatnie zawody obecnej edycji miały zostać rozegrane 29 września 2021 roku w chilijskim Corralco, jednak zawody zostały odwołane, tj. cały cykl.

## Puchar Ameryki Południowej w narciarstwie alpejskim kobiet
W poszczególnych klasyfikacjach tryumfowały:
- zjazd:
- slalom:
- gigant:
- supergigant:
- superkombinacja:

## Puchar Ameryki Południowej w narciarstwie alpejskim mężczyzn
W poszczególnych klasyfikacjach tryumfowali:
- zjazd:
- slalom:
- gigant:
- supergigant:
- superkombinacja: